# Gooitzen de Jong
Gooitzen de Jong (Enschede, 25 juni 1932 - aldaar, 14 augustus 2004) was een Nederlandse beeldhouwer.

## Leven en werk
De Jong volgde een opleiding aan de Academie voor Kunst en Industrie (AKI) in Enschede en aan de Rijksacademie in Amsterdam. Hij was van 1961 tot 1976 de officiële stadsbeeldhouwer van Enschede en adviseerde de gemeente onder andere over onderhoud van beelden en monumenten. Als docent was De Jong verbonden aan de AKI en aan Academie Minerva in Groningen.
De Jong werd een aantal keren onderscheiden voor zijn werk. In 1956 ontving hij de Gerard Terborchprijs, in 1957 werd hem de zilveren medaille van de Prix de Rome toegekend en twee jaar later de gouden medaille.

## Werken (selectie)
- Harmonicaspeler (1956), Amersfoort
- Suzanna (1959), aan De Dreef in Amersfoort
- Suzanna (1959), Enschede
- De vier heemskinderen (1960), Utrecht
- Man met vrouw (1961), Amersfoort
- Pegasus (1965), Schiedam
- Nils Holgersson (1966), Enschede
- Twee handen omvatten een vogel (1967), Amersfoort
- Kind met vogels (1967), Twekkelerveld (Enschede)
- Tamboer (1967), bij De Tamboer in Hoogeveen
- Tamboer (1968), Enschede
- Pegasus (1973), Enschede
- De wonderbare visvangst (1974), Kampen
- Man met kruiwagen (1975), Woerden
- Judith (1976), Lelystad

## Afbeeldingen

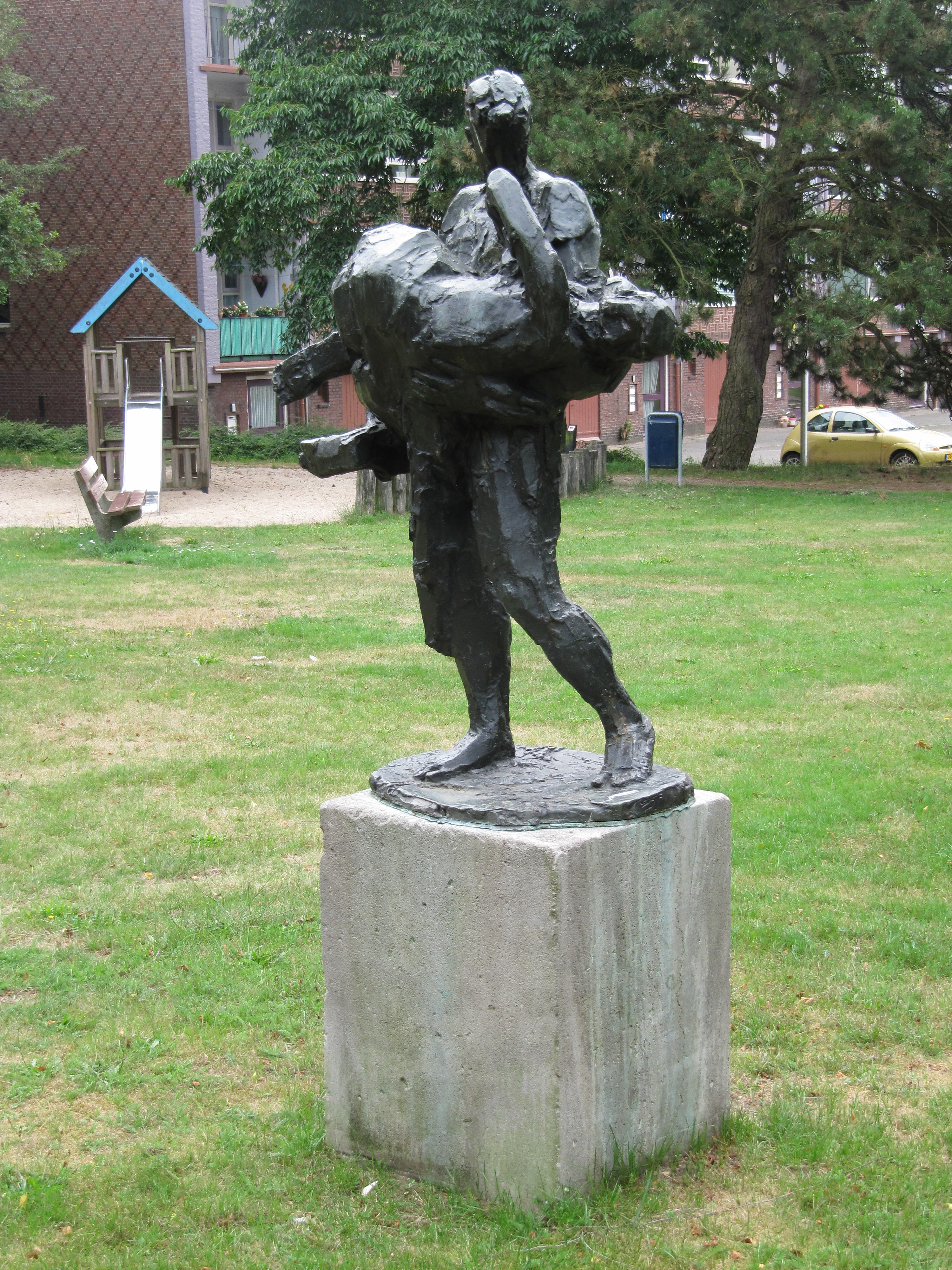
Man met vrouw (1961)
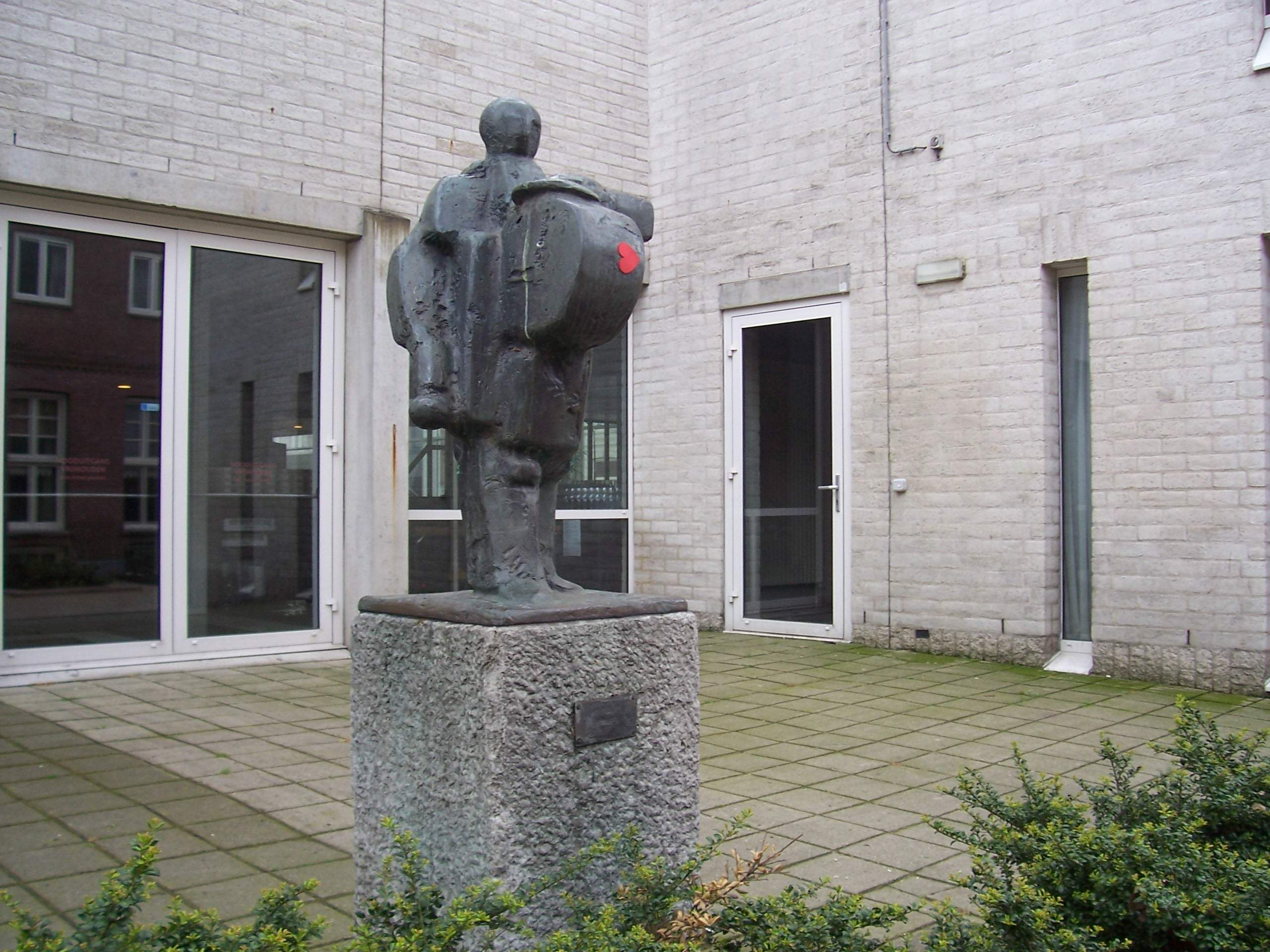
Tamboer (1968)
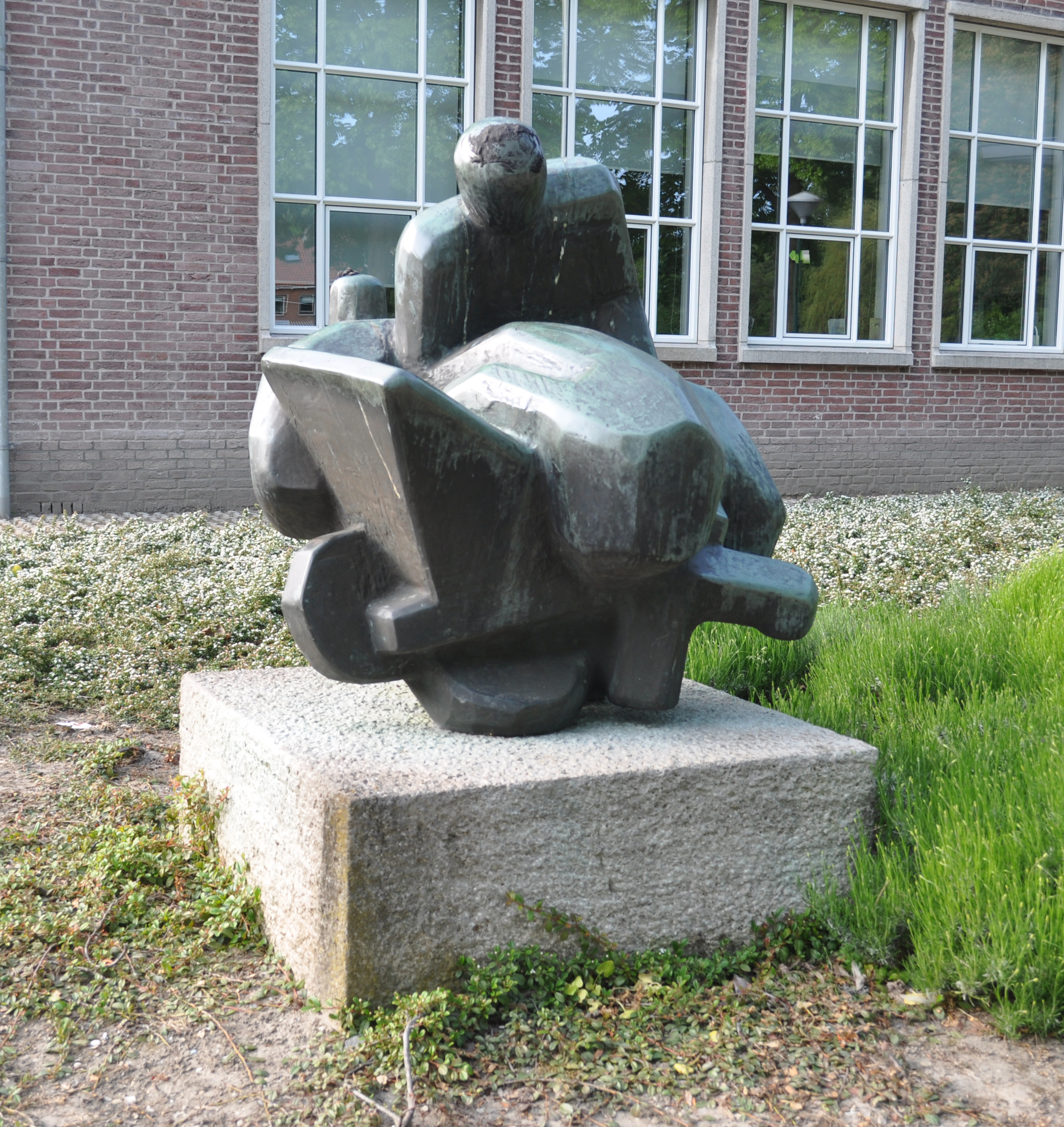
Man met kruiwagen (1975)